# Машеве
Маше́ве — село в Україні, у Семенівській міській громаді Новгород-Сіверського району Чернігівської області. До 2017 року орган місцевого самоврядування — Машівська сільська рада. Населення становить 528 осіб.

## Географія
Село Машеве розташоване за 20 кілометрів на південний схід від центру громади смт. Семенівка. З півночі та північного сходу його оточує сосновий ліс. Через село протікають дві річки: Рванець (Ірванець), що впадає у Ревну — ліву притоку Снову, та Одра — притока Рванця.

## Історія

### Народні версії
Достовірних письмових відомостей про виникнення поселення немає, але зберігся старовинний переказ, оповіданий колись найстарішим мешканцем села Євстратом Даниловичем Ракутою (1876 р. н.). Ось що він розповів: «Село Машеве виникло років 700 тому на перехресті доріг, що розходились на Новгород-Сіверський, Стародуб і Короп. Районний центр Семенівка тоді ще не був заснований. Спочатку це був хутір, що складався з 5 дворів, із заїжджим двором у центрі. Його хазяйкою була якась Маша, від чого і поселення стало називатися Машеве».

### Походження села
Святитель Філарет Гумілевський так писав про походження назви села:
| «По названию можно полагать, что Машево когда-то принадлежало к именьям одной из княгинь северских Марье-Маше. Это тем более вероятно и даже несомненно, что княжеские стада, разграбленные по летописи в 1146 году в лесу на реке Рахне, конечно, паслись по нынешнему Рванцу; и древние княгини имели у себя свои города и села». |
Автор відносить поселення до дотатарських часів, але в інших історичних джерелах це не підтверджується.
На додаток до цього існує легенда, що якось у дочки одного з новгород-сіверських князів з'явилася позашлюбна дитина. Щоб не бути осоромленим, батько-князь вигнав дочку з дому, віддавши їй у володіння невеликий хутір. Княжну звали Машею, а тому поселення стати називати за її ім'ям — Машеве.
Іншої думки щодо часу появи села дотримувався Олександр Лазаревський. Він вважав, що поселення Машеве, судячи з місцезнаходження (на старовинному торговельному шляху що з'єднував до кінця XVIII ст. степову Малоросію з Білоруссю і Смоленськом), може бути віднесене до XV століття.
Про подальше заселення хутора існує така легенда. Якось проїжджали тут чумаки Гришак і Ракута. Вони зупинились на ніч на березі річки Одра, недалеко від теперішнього центру села. Уранці, прокинувшись і розгадавши свої сни, вони вирішили оселитися в цій місцині. За їх прикладом й інші чумаки осіли тут. Так утворилось досить велике поселення. Згодом прізвище Гришак зникло, а Ракута збереглось дотепер.

### Академічна історія
Машеве засновано на території Чернігівського воєводства Речі Посполитої. Перша письмова згадка про село міститься у копії списку задніпровських маєтностей впливової польської родини Пясочинських, наданої Варшавській комісії 1668 р. За Деулінським перемир'ям 1618 р. Сіверщина повернулися до складу Речі Посполитої, а з 1635 поділена в адміністративному відношенні на Стародубське староство, що входило до Смоленського воєводства Великого князівства Литовського, та Новгород-Сіверський і Чернігівський повіти, що складали Чернігівське воєводство Польського королівства. Тоді значна частина Новгород-Сіверського повіту дісталась за ленним правом Пясочинським, у тому числі й Жадівська волость, що лежала у басейні Ревни (Рванниці), притоки Снову. До цієї волості входили Жадів, Погорільці та Машів.
У 1649 році село Машеве увійшло до складу Шептаківської сотні Ніжинського полку Гетьманської України. Гетьман Іван Брюховецький 1663 р. змінив полковий поділ Гетьманщини, створивши Стародубський полк. Село Машеве увійшло до його складу, де і перебувало до анексії Гетьманщини 1781 року з боку Московської держави.
Невисока родючість ґрунтів стимулювала селян до торгівлі, скотарства, бджільництва, гончарства, дігтярства, а також військової служби. Цьому сприяло розташування селища на торговельних шляхах, що з'єднували Україну та Білорусь.

#### Гутна промисловість
У кінці XVII століття переселенець із Польщі Василь Скабичевський заснував гуту. З Універсалу Івана Мазепи, 26 жовтня 1691 року:
…ижъ пустилисмо в зуполное держане гуту новопостроенную, под селомъ Машевомъ стоючую, зъ млиномъ о трохъ колахъ стоючомъ, на томъ мѣстцу, где рудня бувала, учтивому Василевѣ Кузмовичу [Скабичевскому]…
Вона була розташована неподалік села, що налічувало тоді 123 двори, на березі р. Рванець, де були піщані ґрунти і густий ліс. При гуті — слобідка. Про неї відомо з універсалу Гетьмана Івана Мазепи від 12 січня 1704 р., у якому він «дозволяет Василию Скабичевскому, гутнику машевскому», збудувати другу гуту між селами Жадовим і Погорільцями. Майже третина робітників — вихідці з корінної Польщі. Скло і скляні вироби з гути продавали по всій Україні.
Як свідчив онук Василя Скабичевського — Роман, його прадід Косма (Кузьма) і дід Василь «породы суть польской нации, уроженцы города Варшавы». Останній мав заводи: залізний і скляний, а також млин і житлові будинки в Новгороді-Сіверському, «при всем будучи в здешнем краю под правом шляхетским, и никаким он дачам не подлежал». Проте, попри це, його численних нащадків ще у 1770-х рр. вважали за посполитих у Шептаківській волості.
Гута Скабичевського зі слобідкою розташовувалась «в сторону від села Машева». Тут у 1719 р. налічувалося кілька хат «для работников гутнянских». Зазнаючи збитків від частих проїздів через його хутір «особ великороссийских и малороссийских» та їх постоїв у власному будинку, Скабичевський звернувся до гетьмана Скоропадського з «суппликой» о «призрении». Універсалом від 19 грудня 1719 р. гетьман, «зваживши таковіє ему, Василю Гутнику, хутором на тракте жиючому, от всегдашних рожних персон переездов деючиеся долегливости и знатные в дому убытки и докуки, которые сам он двором своим отбывает, и в том на его респектуючи», звільнив дім його в Новгороді-Сіверському від постою драгунів та інших «налогов», у тому числі і «рейментарского». Згадано також, щоб «проезджающие через хутор его особы наименьшей оному трудности» чинили.
У 1726 р., коли державний скарб віддав Шептаківську волость в оренду Марії Строгановій з дітьми «для поддержания парусной мануфактуры», разом з іншими селами віддано їй село Машеве з гутою. Щодо чисельності працюючих тут, то визначити її досить важко. Так, у 1726 р. при Машівській гуті налічувалося 33 двори. Однак говорити про те, що всі жителі були зайняті на виробництві скла, навряд чи можливо: гути з такою кількістю працівників — велика рідкість навіть для кінця XVIII ст. Напевно, що на роботах було зайняте все доросле чоловіче населення слобідки, а число дворів указує лише на мінімальну кількість працюючих.

Ще у 1731 р. гута в селі працювала. Про це згадується у щоденнику Миколи Ханенка від 27 липня 1731 р.:
При письме до сотника Шептаковскаго послано 14 фляшокъ и 5,5 трубки, да золотихъ грошей, чтобъ приправлено въ Машевской гуте трубки.
Це свідчить про те що на гуті Скабичевського виробляли і посуд. Згідно з описом 1734 р. в Шептаківській волості, що належала померлому гетьману Апостолу, гути біля Машевого вже не було. Слобідку Скабичевського в цьому документі описано так: «ниже села Машева слободка, где была прежде сего гута, у которой делывали скло. У той слободке обывателей пахотных — 11 дворов, бобылей — 18 дворов. У той слободке мелница о двух клетках на реке Рванце гутника посполитого Василия Скабичевского». За пізнішими описами гута біля Машевого вже не згадується. Протягом 1743—1745 рр. Машівська слобідка перебувала на відкупі у капельмейстера Івана Чеха. Напевно, похилий вік примусив Василя Скабичевського покинути гуту (він народився близько 1643 р.). Старий гутник ще був живий 1741 р., коли його у сповідних розписах села Машевого зазначено вдівцем, що має 98 років. Напевно, з його синів ніхто не захотів продовжувати батьківську справу. Розповідають також, що на гутнянському кладовищі на його надгробку було написано, що тут похований Василь Скабичевський — власник гути, переселенець із Польщі.
Достатки дали Скабичевським змогу поріднитися зі старшинськими родинами, попри те, що офіційно вони були посполитими. Так, гутник Ісай Васильович Скабичевський (напевно, син Василя Кузьмича) був одружений з Агафією Яківною Рубцівною, донькою Якова Михайловича Рубця.
Напевно, що після зникнення гути робітні люди з неї у пошуках заняття розійшлися по інших гутах. Так, за Румянцевським Генеральним описом Малоросії 1767 р. на Рожківській гуті Суразького повіту мешкав Василь Сотник віком 40 років, родом із машівської гути, у селі Орліківка Новозибковського повіту на гуті працював Антон Мазепа, віком 50 років родом із Машевого, у селі Олександрівка Городянського повіту з 1751 р. жив Павло Машевець. На Блешнянській гуті Новозибковського повіту у списку майстрів за 1767 рік зазначено кілька осіб родом з машівської гути: Павло Мартинів 45 років, Григорій Шухляр 40 років, Герасим Ничипорів 30 років, Іван Березняк 40 років. На гуті біля села Лісної мешкала родина з машівської гути.

#### Релігія
Приватне життя родини Скабичевських у Машевому було тісно пов'язане з Троїцькою церквою села, що була збудована зусиллями парафіян десь у кінці XVII століття (це підтверджується тим фактом, що у 70-х рр. XIX ст. у храмі зберігалась ікона Зняття Спасителя з Хреста з написом:
1694 року мая 4 сооружися образъ сей до церкви св. Троицы рабомъ Божимъ Василіемъ Онупріевичомъ.
Значну частину своїх прибутків Василь Скабичевський і його сини Василь та Іван щедро віддавали на її облаштування. Так, у 1730 р. їх коштом у церкві влаштовано різьблений посріблений іконостас; за описом 1741 р. ними ж були справлені в храмі: дерев'яна різьблена пофарбована гробниця та Євангеліє київського друку 1733 р. і решта богослужбових речей.
Сільська Троїцька церква обслуговувала Машеве та Машівську слобідку, а також ближні хутори. Вже у п.п. XVIII ст. церковна парафія була досить великою, а тому в 1741 р. вона була поділена між двома священиками. Із служителів храму в «Историко-статистическом описании Черниговской епархии» згадуються протоієрей Григорій Помаранський та його син Іоанн Помаранський. Попередником о. Григорія був о. Микита Картель — хрещеник Розумовського. Розповідають, що він дуже полюбляв випити і часто по 2 тижні не відправляв служб. Пропивав усе: чоботи, шапку, але приходив до церкви, і мужики купляли йому чоботи, штани, рясу. Довго його судили за різні дрібні провини, поки Синод не позбавив таки священства у 1749 р.

#### XVIII століття
У 1734 р. після смерті Гетьмана Данила Апостола Шептаківська волость яка йому належала разом з Машевим, перейшла під управління Державної канцелярії та повинна була сплачувати податки до державної казни. Тоді в Машевому налічувалось 149 дворів ґрунтових селян, 21 дворів козаків та 61 двір безземельних селян (бобилів); дерев'яна Троїцька церква, шинок, 3 млини. У Машівській слобідці налічувалось 28 дворів. До державної казни селяни повинні були вносити річної сплати 130 карбованців 89 копійок, насіння конопляного — 3 чверті, маку — 2 четверики, перцю — 3 кварти, ягід — 4 четверики, цибулі — 6 вінків, хмелю — 2 чверті, 32 голови різної птиці. Крім того, три мельники (Василь Скабичевський, Тарас Миненко, Потап Кузнечка) повинні були сплачувати 64 карбованці податку. Імператорським указом від 5 липня 1750 року гетьманові Кирилу Розумовському надавалась низка маєтків, у тому числі Шептаківська волость до якої належало Машеве.
За описом 1781 р. в селі було 2 греблі: Галембатовська і Шкуростова, а також: дерев'яна церква, будинок духовного протопопа Машівського правління; обивателів: військовий товариш Григорій Галембатовський, отаман сотенний Андрій Опацький, протопіп Іван Померанський, підданий волості Шептаківської Степан Галембатовський. Нараховувалось: 2 церковники, 21 двір козаків підпомічників і 232 двори посполитих селян. У Машівській слободі за півверсти від села також знаходилась гребля. Посполитих тут було 24 двори.
Землі для обробітку та лісу біля села і слобідки було достатньо, а от сіножатей мало. Тому селяни мусили орендувати луки по лісах і болотах у волості Перелюбській та біля села Орлівки. Треба зазначити, що машевцям необхідно було заготовляти сіна більше, ніж тільки для власної худоби, адже через село часто проходили війська, яким селяни повинні були давати фураж. Землеробство не давало великої вигоди з тієї причини, що земля була в основному піщана, розчищена від лісу. Головне заняття населення — вирощування конопель та виготовлення прядива, що приносило найбільший прибуток. Придатну для хліборобства землю наймали у Чернігівському полку у Яриловицькій і Перелюбській волостях. У розкольницьких слободах Злинки, Клинців, Митьківки орендували у борах майдани і, виробивши по кілька бочок дьогтю, возили на продаж до Новгорода-Сіверського та містечка Семенівки, від чого також отримували значний прибуток.
По суботах у Машевому відбувалися торги, але не часто. Торгували там місцеві жителі, а також із сусідніх сіл — Попівки та Жадового. Продавали капусту, буряки, огірки, дерев'яний посуд, сіль, рибу. Ярмарки відбувалися двічі на рік: перший на свято Переплавної середи (середина періоду між Великоднем та Трійцею), а другий — 1 вересня, у день св. Семена. Купці з Семенівки та Новгорода-Сіверського приїжджали сюди з дрібним красним товаром, дерев'яний посуд привозили з Жадового, сіль і в'ялену рибу — з Новгорода-Сіверського. Тривали ярмарки не більше одного дня.
У кін. XVIII — на поч. XIX ст. у Машівській слобідці нараховувалося — 165, а в Машевому — 1136 душ чоловічої статі, які повинні були сплачувати податки, та 277 дворів.
До кінця XVIII ст. густі ліси, що оточували село з півночі та заходу, були привабливим притулком для волоцюг і розкольників. Останні наводили жах на сусідні поселення. Так, у синаксарі фанатика-розкольника общини села Воронок говорилось: «дерзай, чадо мое возлюбленное, и не преставай умножати число мучеников на небесах и никто тебя да не одолеет ни в судах стародубских и губернских, ни в лесах и борах машевских, где подвижники твои назирают проезжих щепотников и над ними мясничают».

#### У складі Російської імперії
У 1802 р. Машеве увійшло до Новгород-Сіверського повіту Чернігівської губернії. На початку XIX ст. в селі була відкрита церковнопарафіяльна школа, що складалася з двох класів і де навчалося 30 — 40 учнів. Дівчаток вчилося зовсім мало. Відомим учителем цієї школи був селянин Андрій Черненко.
У 1810 р. нащадки Гетьмана України Кирила Розумовського збудували у селі суконну мануфактуру, де виготовлялось грубе солдатське сукно. Вона стала другою за часом заснування після Батуринської, збудованої ще у 1756 р., і залишалась вотчинною до кінця свого існування. Працювали на Машівській мануфактурі кріпаки. Вони не одержували платні за роботу і харчувалися за рахунок своїх сімей. У 1819 р. їх було 828 осіб, а у 1823 р. — 893. Машівська мануфактура була однією з найбільших суконних мануфактур на Лівобережній Україні.
У 1819 р. на Машівській мануфактурі «за повинність» працювало 770, у 1823 р. — 745 чоловік. Решта селян займалась землеробством «по своїх домах» і тим утримувала людей, що перебували на роботі при фабриці. Пояснюється це тим, що дуже часто з тих чи інших причин поміщики переводили селян, що працювали на мануфактурі, на статус робітних, щоб виконана ними робота зараховувалась як панщина. Решта ж селян виконувала весь обсяг сільськогосподарських повинностей і утримувала функціонування підприємства протягом року і одержував не тільки еквівалент повинностей, а й додатковий продукт фабричних майстрів. Таким чином, поміщик, створюючи постійний склад робітників, забезпечував у значно більших розмірах, ніж при позмінній мануфактурній панщині. У цьому випадку панщина просто збільшувалась.
З 828 робітних людей у 1819 р. безпосередньо у мануфактурних цехах працювало 697 осіб, у тому числі скребильників — 60, кардувальників — 60, прядильників — 300, ткачів — 120, стригалів — 40, шпульників — 40 і в'язальників — 20. На допоміжних роботах було зайнято 74 особи, заготівлею сировини та збутом продукції займалося 15 чоловік. У ткацькому цеху було встановлено 60 верстатів. У 1823 р. на мануфактурі було виготовлено більш ніж 28 тис. аршинів сукна. Техніка мануфактурного виробництва не дуже відрізнялась від ремісничої, а тому всі необхідні знаряддя виготовлялися з власних і, частково, із закуплених матеріалів Скребла, карди, верстати та інші знаряддя праці, за відомостями 1819—1823 рр., виготовлялись у майстернях мануфактури. Купували лише такі матеріали, як дріт, залізо, сталь тощо.
У 1823 р. на Машівській суконній мануфактурі відбулося заворушення робітних людей яке називають одним з найзначніших у п.п. XIX ст. поряд з виступами у друкарні Києво-Печерської лаври і на Писарівській суконній мануфактурі. Тоді мануфактура належала графу С.Уварову, зятю графа Кирила Розумовського. Усі 962 працюючі на мануфактурі були кріпаками. Недоїдання, 15-18-годинний робочий день, кулачна розправа — все це викликало у робітних людей мануфактури сильне невдоволення.
До того ж у листопаді 1823 р. С.Уваров, який на той час займав пост директора Департаменту мануфактур і внутрішньої торгівлі, дав розпорядження збільшити норму виробітку сукна на 50 %. Кріпаки змушені були працювати по 21 годині на добу, однак не могли виконати таких високих норм. Ткач Веремієнко свідчив, що більшість його товаришів працювала день і ніч, але не могла виткати задану норму сукна.
Тоді робітники, припинивши 20 листопада роботу, послали в Чернігів 23 своїх товаришів, щоб поскаржитись губернатору на свавільні дії поміщика. Губернатор «вислухав» посланців і направив їх у губернське правління Звідти поліція повернула їх на мануфактуру як таких, що не мають «письмового виду».
Наприкінці грудня 1823 р. справу про страйк та заворушення на машівській мануфактурі розглянув відділ земського суду. Він повністю підтримав Уварова, а виступ кріпаків визнав «безпідставним» і таким що заслуговує «суворого покарання». Однак останні рішуче відмовились виконувати надмірні завдання, вважаючи, що краще «піти в тюрму, у Сибір або у солдати». Царські війська заарештували і кинули до в'язниці 18 «заколотників», а на мануфактурі встановили «покору і порядок», яких домагався губернатор.
Вироблене сукно постачалося головним чином до київського мундирного магазину комісаріатської комісії Київського депо. У 1825 р. з Машівської мануфактури, якою тоді володіла таємна радниця Катерина Олексіївна Уварова, було поставлено туди: сукна темно-зеленого — 3179 аршинів і 4 вершки, білизни панталонної — 325 аршин і 8 вершків, сірого сукна — 4959 аршинів . У 1833 році на мануфактурі налічувалось 130 верстатів і було виготовлено 60 386 аршинів сукна на суму 158 735 крб. і 32 коп. У Київську комісаріатську комісію поставлено у тому ж році 55 тис. аршинів на суму 167 072 крб (2,62 крб за аршин). Крім того, у кінці 1833 року на мануфактурі зберігались залишки за попередні 1832—1833 роки — ще 7728 аршинів сукна .
Потім селом і мануфактурою володів князь Сергій Урусов. При його машівському маєтку було 6664 десятини лісу. Це забезпечувало мануфактуру дровами, що використовувались як паливо у виробничому процесі . Пізніше, коли вже Павло Сергійович Урусов видав свою дочку заміж за князя Головіна, село Машеве з усіма його жителями як придане перейшло до молодят.
У 1851 р. на Машівській суконній фабриці працювало 135 ткацьких і 13 ватних верстатів, 52 прядильних і стрічкових апарати, а також парова машина потужністю 8 кінських сил .
У 1858 р. у Машеві налічувалося 227 дворів, а у Машівській слобідці — 61 двір. У 1855 р. до Троїцької церкви було прибудовано дзвіницю. Перед реформою 1861 року Головін мав у селі економію на 300 га землі. Восени селяни ходили на сезонну роботу на цукрові заводи до Корюківки, Бердичева. Дехто з селян працював на лісопильні в Углах і на винокурному заводі. За описом 1860 р. суконна фабрика у селі Машеве належала поміщиці Головіній. Мануфактура розміщувалась у 5-ти дерев'яних корпусах, у яких усі машини приводились в дію паровим приводом. Крім того, при фабриці були: фарбувальня на кам'яному фундаменті з 4-ма мідними і 1-м чавунним котлами і мідним кубом для фарбування вовни, а також 3 циліндричні сукновальні, одна з яких приводилась у дію паровою машиною.
За даними на 1859 рік у власницькому селі Новгород-Сіверського повіту Чернігівської губернії мешкало 1252 особи (280 чоловічої статі та 972 — жіночої), налічувалось 227 дворових господарств, існувала православна церква.
Варто зазначити, що з тогочасних 18 суконних підприємств Чернігівщини лише 4 належали поміщикам. На ці поміщицькі підприємства припадало лише 13 % загальної вартості продукції, виробленої на суконних мануфактурах Чернігівської губернії на 1860 р. (а саме: 212 124 крб). На Машівську фабрику Головіної припадало 150 тис. крб., тоді як на підприємство Миклашевських (м. Понурівка Стародубського пов.) — 50 175 крб, В. С. Голіциної (с. Унеча Суразького пов.) — 8735 крб і М. Голіцина (с. Володькова Дівиця Ніжин. Пов.) — 3250 крб.
Такий розподіл пояснюється тим, що Головіна і Миклашевські перебудували свої мануфактури у справжні фабрики, де застосовувались механічні верстати і парові машини на відміну від мануфактур простішої будови. На машівській фабриці Головіної у 1860 р. працювало 492 особи, а виробництво сукна з 1851 по 1860 pp. зросло вдвічі (з 100 тис. аршинів у 1851 р. до 200 тис. аршинів у 1860 р.). Тоді ж там нараховувалось: ткацьких верстатів — 140, чесальних і ватних апаратів — 26, тіпальних і стригальних — 6, майстрів — 4, робітних людей (ткачів, шпульників, прядильників та ін.) — 488 душ обох статей. Наглядачем фабрики у 1864 р. був тимчасовозобов'язаний селянин. Сукно на фабриці виготовлялось переважно солдатське з простої черкаської вовни; у 1860 р. його було поставлено у Київську комісаріатську комісію близько 200 тис. аршинів на суму 150 тис. крб. (74,5 коп. за аршин).
Попри критику промислових порядків на Машівській фабриці, тут існувала лікарня на 50 ліжок з кваліфікованим лікарем. Пані Головіній належав також пивоварний завод, що розташовувався недалеко від села на р. Рванець і наварював 7 тис. літрів пива за рік, головним чином для місцевого споживання.

#### Демографія
У 1866 р. в селі нараховувалось 227 дворів і мешкало 1252 душі обох статей. Через Машеве проходила торгова дорога від посаду Климової через Старий Ропськ, Карповичі, містечко Семенівку на Печенюги, м. Новгород-Сіверський, далі через с. Буда до кордонів Орловської губернії, а також військова дорога місцевого значення з Машевого, через Орлівку Новгород-Сіверського повіту, Авдіївку Сосницького повіту, Вербу і Оболоння Кролевецького повіту до заштатного міста Коропа.
У 1874 р. в Машевому було відкрито початкове народне училище. З часу його заснування священик Василь Левицький навчав тут дітей Закону Божому. З 22 грудня 1896 р. вчителькою в школі працювала Єлизавета Гаврилівна Громановська, яка закінчила курси Чернігівського єпархіального жіночого училища. У 1900 р. в школі навчалося 93 хлопчики і 3 дівчинки. На утримання вчителя земство виплачувало 150 крб., а община — 135 крб. Священику виплачувалось 25 крб.
Станом на 1886 рік у колишньому власницькому селі Старожадовської волості, мешкало 2178 осіб, налічувалось 363 дворових господарства, існували православна церква, школа, постоялий двір, 2 постоялих будинки, 5 лавок, 4 водяних млини, крупорушка, відбувалось 3 ярмарки на рік.
За переписом 1897 року кількість мешканців зросла до 2867 осіб (1386 чоловічої статі та 1481 — жіночої), з яких 2771 — православної віри.
Наприкінці XIX ст. (1897 р.) в селі нараховувалось 544 двори і мешкало 2880 осіб. Працювала земська школа, сільська бібліотека, щорічно проходило 5 ярмарків, на яких продавали солону рибу, селянський хліб, садові фрукти, селянські сукна, полотно, конопляну олію, прядиво, хліб зерном, солону яловичину.
Після Головіної її володіння перейшли якомусь французу Патону, який у свою чергу продав їх Дорохову. Останній організував у селі економію. Старожили називали той час «пригоном», згадували вони й «сільську розправу» — самодурство старости, коли селян били батогами за непокору. Навколо села вся земля належала поміщику. Селяни мали лише невеликі наділи (на південь від села). Навесні у багатьох з них не вистачало хліба і кормів для худоби. Від малоземелля селяни наймалися працювати в економію. Жінкам і підліткам платили по 10 коп. за день роботи влітку. Частина землі з економії орендувалась селянами за 3 — 4-й сніп.
У 1898—1900 рр. з Новозибкова до Новгорода-Сіверського через Угли прокладали залізницю, що згідно з попереднім планом повинна була пройти неподалік від Машевого, у кінці вулиці Заріччя. Але чи то запротестувала машівська община (бо за повір'ям — там, де дорога, там і війна), чи поміщик села Костобобрів дав великий куш будівничим, і залізницю проклали саме біля Костобоброва. Варто зауважити, що через Машеве до Новгорода-Сіверського дорога була б значно коротшою.
У 1903—1904 рр. на кошти земства у селі збудовано цегляний будинок школи. У 1906 році розширено сільську Троїцьку церкву. Креслення храму з прибудовами були відіслані до Духовної консисторії, де їх схвалили, бо з плану було видно, що поблизу церкви не розміщувались обивательські заклади. Роботи виконувало будівельне відділення Чернігівського губернського правління. Біля церкви розташовувалось кладовище з цегляною огорожею. Там були поховані священики та заможні селяни, які могли заплатити 25 карбованців золотом за місце на церковному цвинтарі.

### У складіУНРтаокупаційні уряди СССР
З березня 1917 року — у складі УНР. З квітня 1918 — Гетьманат Павла Скоропадського. Весною 1919 року село окупували російські війська Лєніна, проте до 1921 комуністична влада у селі була формальною — в околицях діяли українські партизани.
На початку 1917 р. в селі нараховувалося близько 1 тисячі дворів. Звістка про зречення царя в село прийшла швидко. Дехто з заможних селян казав, що скинули «помазаника Божого». Інші ж відповідали: «А який біс його мазав?» Але переконаних монархістів у селі не було, а тому ніяких заворушень у зв'язку з цим не відбувалось. Після встановлення влади Української Центральної Ради у селі майже щодня обирали виконавчий комітет. Було так, що сьогодні оберуть комітет, а завтра його вже змінять. 2 травня 1917 р. відбувся волосний сход, на якому обрали волосний комітет.
Землю селяни обробляли у згоді з економіями: де яка краща, то з третьої, а гірша — з четвертої і п'ятої копи. Щодо самого земельного питання, то висловлювалися так: щоб земля була вся рівно поділена між усіма, хто й обробляє.
Вілтку 1919 року головою прокомуністичної сільради став якийсь Г. Осадчий, а секретарем Ф. Поправка. Селян спокусили незаконним розподілом землі, що перебувала у власності інших людей.
З даних 1919 р. відомо, що попори більшовицький терор у селі все ж таки було 2 школи: початкова, де навчалося 136 учнів, і семирічка — зі 112 учнями. У школах працювало 9 вчителів. При одній з шкіл існувала бібліотека. На 20 грудня 1919 р. у Машевому та у Машівській слобідці було 3 школи на 4 основних класи, де працювало 11 вчителів та навчалося: у I — хлопчиків — 71, дівчаток — 65 (загалом — 135 учнів) та працювало 5 вчителів; у II — 86 хлопчиків, 26 дівчаток (загалом — 112) та працювало 4 вчителі; у слобідській — 61 хлопчик та 31 дівчинка (загалом — 92) та працювало 2 вчителі.
За каталогом промислових підприємств Старожадівської волості Новгород-Сіверського повіту, на 1920 р. у селі Машевому зазначено такі підприємства: млин на 1 водне колесо (власник Степіко I.I.), кінна крупорушка, що приводилась у дію трьома кіньми (власник Шкурат К. А.), млин на 1 колесо та з 1 вітряним двигуном (власники — артіль жителів Машевого), 2 шкіряні майстерні (власник однієї з них Локшиця І. Я.), ще одна крупорушка на 4 кінських двигуни (власник Шкурат Ф. А.) та цегляний завод (власник Раблінов).

#### Більшовицькі експерименти
У 1920 р. у селищі бую створено два земельних товариства: села Машевого і Машівської слобідки. Земельне товариство села Машевого (до складу якої входили також громади хуторів: Бука, Глушнів, Довжик, Ферубки, Вугальнище) отримало у володіння землю після Нехаєвського і Дорохова. На садибу товариства припадало 339 десятин, ріллі — 2971 десятина, сіножатей — 1580 десятин, лісу та чагарників — 3498 десятин (загалом — 8388 десятин), 2 клуні, 1 лавка товариства споживачів і 1 пожежний сарай. Товариство наймало 12 пастухів на 7 місяців, платив натурою кожен господар (за корову — 1 пуд жита, за свиню, вівцю — 10 фунтів); наймали 2 польових сторожів на 7 місяців (їм також платили натурою), та ще одного сторожа на 1 місяць (йому платили 2 500 карбованців). Було 3 секретарі, які працювали 3 місяці і перебували на державному утриманні. В селі нараховувалося 2 млини і 1 вітряк. При одній з шкіл була бібліотека.
У володінні Земельного товариства Машівської слобідки перебували: під садибою — 50 десятин, ріллі — 365 десятин, сіножатей — 110 десятин, лісів та чагарників — 38 десятин, вигонів — 30 десятин (загалом — 5930 десятин). Для випасу худоби товариство наймало 3-х пастухів на 7 місяців за гроші та доплачувало їм натурою, також наймали 1-го сторожа на 3 місяці за 2 тис. карбованців, 3-х секретарів на 3 місяці. У власності товариства була також 1 комора.
Пастухам кожен господар платив за корову — 1 пуд, за свиню і вівцю — 10 фунтів жита. Секретарі сільвиконкому і комнезаму отримували від держави жалування за ставками, крім того, товариство Машівської слобідки доплачувало їм 2 тис. карбованців щомісяця. Секретар земельної комісії платні не отримував, лише одноразову допомогу від товариства.
У розпорядженні селян перебували колишні землі Дорохова і Нехаєвського: сіножатей — 6 десятин, ріллі — 150 десятин. «Чорного переділу» тут не було. Відрізків більше норми і прирізків також. Дворів, що не мали земельної норми, налічувалось 130. Зрівняння землі провела сільська земельна комісія під керівництвом волосної, яка керувалась новим законом про землю від 5 лютого 1920 р.

## Злочини комуністичної влади

##### Терор колгоспами
Перший колгосп у селі був організований у 1929 р. з 18 господарств і називався «Спільна праця». Головою колгоспу став Андрій Йосипович Ферубко, який весною 1931 р. втопився. На той час у колгосп було об'єднано вже близько 110 господарств. У 1933 р. колгосп «Спільна праця» був перейменований на колгосп ім. Сталіна. З цією назвою він проіснував до 1959 р.
Навесні 1930 р., коли почалася суцільна колективізація, був організований другий колгосп «Весёлые всходы», який об'єднав вулиці: Гончарівку, Підорлівку і хутір Буку. Тоді ж навесні засновано ще два колгоспи: «Красный луч» — на вулицях Піджадів і Піскунівка, та «Красная слободка» — у Машівській слобідці. У 1935 р. колгосп «Красный луч» був перейменований у колгосп ім. Кірова і зберіг таку назву до 1959 р.
У перші роки колгоспи не мали сільськогосподарських машин, крім кількох соломорізок і двох молотарок. Усі роботи й обробіток землі виконувалися вручну та з допомогою коней і волів. Вирощували жито, овес, ячмінь, картоплю; з технічних культур — коноплі і льон. Операторами молотарок були Костянтин Антонович Макотра і Марк Григорович Надольний. Першими машинами для збору зернових були кінні жатки-«лобогрійки», жатки-самоскидки, стаціонарні молотарки, що приводилися в дію трактором «Універсал».

##### Арешти і депортації
Під час колективізації було розкуркулено не одну сім'ю. Керував цим Іван Кулаковський, який серед селян мав славу доброї людини, але був призначений на цю посаду проти власної волі владою. Був бригадиром на Бурдукаловому болоті, де різали торф. Розкуркулені сім'ї виселялися за околицю села у бік сусіднього Жадового на місце, яке називають Лан. Там був створений однойменний радгосп «Лан», де працювали «розкуркулені» сім'ї. Туди було відселено сім'ї Зеньчаків (батько мати і дві дочки — Маня і Тоня), Кузькових (батько Андрій, мати, доньки — Прося і Наталка, син Кирило), Шкурат (батько Йосип, мати, доньки Галя, Одарка, сини Петро, Павло). Майно останньої також перевезли на «Лан», а вся сім'я поїхала на шахти заробляти на життя.
У часи сталінського окупаційного терору у селі викрадено органами НКВД 7 осіб, яких згодом реабілітовано 1989 р. самими комуністами.

##### Погром православних віруючих
До парафії Троїцької церкви належали село Машеве та Машівська слобідка. Служба у церкві правилась до початку колективізації, однак окупаційна комуністична влада постійно проводила брутальну антихристиянську пропаганду. Потім комуністи просто відняли церкву і перетворили її на зерносховище, а перед Другою світовою війною свідомо занехаяли.

##### Голодомор
Про події 1932—1933 рр. жителька села Галина Петрівна Найдьон (1919 р. н.) розповідала, що проблеми з харчуванням почалися ще з 1930 року, і голод посилювався поступово. Улітку 1932 р. було зібрано досить невеликий урожай, і, щоб виконати план по хлібозаготівлі, збирали залишки минулих років. Отже, хліба та інших харчів у людей майже не залишилось уже восени 1932 р. Справжній голод почався з 1933-го. Влітку йшли великі дощі, було дуже холодно, нічого не росло. Селяни рвали кропиву і щирицю, робили з них ладки і смажили — намагались хоч як-небудь прогодуватись. Люди пухли з голоду і вмирали. Головною причиною голоду селяни вважали дощі, холодну погоду, а вже потім — дії влади. У 1934 р. вродила картопля, і забезпечувати себе їжею стало трохи легше.

### Втеча сталіністів
Напередодні Німецько-радянської війни у селі працювали початкова і семирічна школи, де навчалося загалом 400 учнів і працювало 17 вчителів У селі також працювали клуб, поштове відділення, меддільниця, кіноустановка, три магазини.
21—22 серпня 1941 р. село зайняли німецькі війська. Розстріляли більшовицького активіста, учасника організації Голодомору — голову колгоспу Гур'єва, а також сім'ю лікаря єврея Еверта, яку раніше також тероризували комуністи. Поліція затримала трьох жителів села Жадове, звинуватили їх у зв'язках із диверсантами НКВC СHСР і розстріляли.
Тоді ж переобладнали Макіївський сільмаг під їдальню. Через постійну загрозу нападів сталінських диверсантів мешканці села залишилися без медичної допомоги, школа і магазини працювали з перебоями. Майже неможливо було дістати сіль, гас, сірники. Жінки пряли пряжу і ткали полотно з льону, шили простий одяг, але ніхто не виганяв на роботу насильно, шанувалися християнські свята. Проведено часткову реституцію майна особам, які постраждали від сталінського беззаконня.
Під час війни у селі згоріла Троїцька церква, яку комуністи перетворили на руїну. Двоє німецьких солдат розвели там вогонь, від вогню зайнялося павутиння, яким заросла церква під час комуністичного порядкування. За кілька хвилин будівля вже палала. Гасити вогонь майже ніхто не наважився: не вважали за потрібне рятувати занедбану і стару споруду. Після війни на місці згорілого храму сталіністи збудували автобусну зупинку. Хоча село Машеве залишилось без церкви, селяни пам'ятають докомуністичне минуле, відзначаючи у селі храм на свято св. Трійці. До того ж і тепер існує такий звичай: коли везуть небіжчика на цвинтар, то зупиняються біля місця, де стояла церква, ніби на прощення.
14 березня 1943 р. тут був створений оперативно-диверсійний партизанський загін ім. Чапаєва у складі 270 осіб, яким командував Г. С. Артозєєв, комісаром загону був X. М. Чернуха. Штаб та база загону розташовувались у лісі неподалік Мазевого. За короткий час загін знищив 9 ешелонів з живою силою і технікою ворога, розбив низку гарнізонів німців і поліцаїв, знищив 7 мостів, 12 німецьких ешелонів, 40 машин, водокачку, 760 німецьких і мадярських солдат і офіцерів. Партизанський загін Г. С. Артозєєва діяв у Семенівському, Холмівському, Новгород-СІверському і Грем'яцькому районах і тримав під контролем залізничний перегін Новозибків — Новгород-Сіверський, Десну і ґрунтові дороги, якими ворог направляв резерви в райони міст Глухова і Севська.
У травні 1943 р. партизанський загін ім. Чапаєва під командуванням Г. С. Артозєєва здійснив операцію з розгрому управи і знищення телефонного зв'язку в селі Машевому. Під час операції було знищено документи сільської управи, вбито 6 поліцаїв Село стало підконтрольним партизанам. Німецька окупаційна влада внесла його до списку неблагонадійних, яке планувалося ліквідувати, а жителів евакуювати до Німеччини.
Під час провокацій диверсантів НКВД спалено кілька громадських закладів і осель. Загалом на час другої комуністичної окупації у селі нараховувалося 768 дворів. Стан сільського господарства після приходу сталіністів був жалюгідним: усе збіжжя, сади і ягідники знищені. Так, у колгоспі «Красная слободка» на 1 січня 1944 р. налічувалось 88 дворів та 129 колгоспників, працездатних осіб віком від 16 до 60 років було 210 (45 чоловіків і 165 жінок), підлітків від 12 до 16 років — 57, плугів кінних — 36, соломорізок — 3, возів — 30, саней усіх — 28, збруї — 31 комплект, ваги — 1. У 1943 р. сільськогосподарські роботи у колгоспі не виконувались Усі посіви перебували в індивідуальному користуванні.
1946 комуністична влада знову вдалася до Голодомору. Лише після зникнення загрози українського партизанського руху дали змогу відновити господарство. Так, у 1950-тих роках збільшувалось поголів'я худоби, кількість машин, росли врожаї. 1950 р. почали укрупнення кріпацьких господарств — районних колгоспів.
У селі Машеве на базі чотирьох згромаджень кріпаків (ім. Кірова, ім. Ворошилова, ім. Сталіна, «Красная слободка») створюється колгосп «Україна». У 1960-му з колгоспом «Україна» об'єднався колгосп імені Калініна з хутора Ферубки. Правління колгоспу розміщувалося в адміністративній будівлі в центрі села, де тепер дирекція ТОВ «Україна» і сільрада.

## Соціальна робота
У 1972 р. біля села був створений Машівський гідрологічний заказник площею 333 га на місці болотного масиву.
Ще в кінці 1980-х рр. було розпочато будівництво нової Машівської середньої школи. Воно вже давно заморожене, будівельні матеріали розкрадено, недобудовані приміщення заростають бур'яном.

## Сучасний стан
Зараз на території Машевого розміщується дирекція сільськогосподарського ТОВ «Україна», за яким закріплено 5909 га сільгоспугідь, у тому числі 4402 га ріллі, Машівська сільська рада, у селі працює середня загальноосвітня школа, бібліотека, амбулаторія, відділення зв'язку, ощадкаса. На 01.01.2000 р. нараховувалось 400 господарств, 902 жителі.
12 червня 2020 року, відповідно до Розпорядження Кабінету Міністрів України № 730-р «Про визначення адміністративних центрів та затвердження територій територіальних громад Чернігівської області», увійшло до складу Семенівської міської громади.
19 липня 2020 року, в результаті адміністративно-територіальної реформи та ліквідації Семенівського району, село увійшло до Новгород-Сіверського району.

## Населення

### Мова
Розподіл населення за рідною мовою за даними перепису 2001 року:
| Мова            | Кількість | Відсоток |
| --------------- | --------- | -------- |
| українська      | 679       | 78.23%   |
| російська       | 186       | 21.43%   |
| румунська       | 1         | 0.12%    |
| інші/не вказали | 2         | 0.22%    |
| Усього          | 868       | 100%     |

## Пам'ятки
- Хомутівщина — ландшафтний заказник місцевого значення.
- Топкий лог — гідрологічний заказник місцевого значення.
- Машевський — гідрологічний заказник місцевого значення.